# トヨタ・LRエンジン
トヨタ・LRエンジンは、トヨタ自動車のV型10気筒エンジン系列。1LR-GUE型の1機種のみ存在する。

## 1LR-GUE型
レクサス・LFAのみに搭載される排気量4.8LのV型10気筒エンジン。最高出力412 kW (560 PS, 552 hp) / 8,700 rpm、最大トルク480 N·m (48.9 kgf·m) / 7,000 rpmを発生する高回転型の自然吸気(NA)エンジンである。日本の市販乗用車用エンジンとしては初めてのV型10気筒であり、さらに初めて最高出力500 PSの大台を突破したエンジンでもある。
車両型式を「LFA」そのものにしたいというチーフエンジニア棚橋晴彦の強い思いを実現するためには、トヨタの型式命名規則上、エンジン型式の1文字目を「L」にする必要があった。本エンジンの開発当時、新規エンジン型式に付与される2文字目は「R」であったため、結果として「LR」エンジンとなった。
トヨタ自動車エンジン主査岡本高光の下で、2000GTの開発以来永きに渡りトヨタと技術提携を行っているヤマハ発動機の丸山平二が率いる開発チーム（ヤマハF1開発経験者を含む）や、トヨタモータースポーツ部門の技術者たちにより、かつてのグループCカー用のRV10型やF1用のRVX型など、トヨタモータースポーツV10エンジンのイメージ（直接の技術的共通性はない）を受け継ぐハイパフォーマンスエンジンとして、トヨタ自動車のレーシングカー開発拠点でもある東富士研究所を中心に開発テストが繰り返された。ハードウエア開発はヤマハ発動機、電子デバイスや制御システム開発、シリンダーブロック製造をトヨタ自動車がそれぞれ主に担当した。
V型10気筒で等間隔爆発とするため、またフロントエンジンとしての車両搭載性の両面から、シリンダーブロックのバンク角は72°に設定された。エンジン全高を抑えるためと、高G下での安定した潤滑を行なうため、ドライサンプとなった。スカベンジポンプは計7個装備しており、その内訳はクランクケース用3個（それぞれ前側2つ、中央1つ、後ろ側2つのクランクスローを受け持つ）、左右シリンダーヘッド用各1個、前後チェーンケース用各1個となっている。また、オイルクーラーはフィード側に水冷式、スカベンジ側に空冷式を持ち、それぞれの大容量化も併せて油温管理に万全を期している。オイルポンプやウォーターポンプは、エンジンリヤ側に設けた1段目をギア、2段目をサイレントチェーンとした駆動系で駆動する。なお、1段目のギヤは1次偶力バランサを兼ねる。
コネクティングロッドはチタンの鍛造製、ピストンはアルミニウム合金の鍛造製である。クランクシャフトはニッケルクロムモリブデン鋼の鍛造製（表面窒化処理）で、前端にはねじり共振抑制に優れるビスカス式クランクダンパーを備える。また、後端にはクロムモリブデン鋼製の軽量フライホイールが付く。
オルタネーターやカーエアコンコンプレッサー用の補機ベルトはサーペンタイン式である。
12.0という高い圧縮比を実現するため、シリンダーヘッドの燃焼室は全て3次元機械加工にて形成し、その容積ばらつきは極小である。動弁系は4バルブDOHCで、バルブ挟み角は約25°。その駆動系は1段目がギヤ、2段目がローラーチェーンとされ、伸びによるバルブタイミングのずれを最小限に抑えるため、左右バンク独立である。バルブは吸排気共にチタン製、高回転での追従性に優れる軽量高剛性なレバー比約1のスイングアーム式ロッカーアームを採用、カム慴動面はシリコン含有ダイヤモンドライクカーボン(DLC)コーティングされ、耐摩耗・低摩擦を実現している。またロッカーアームに一体化する形でオイルジェットが設けられており慴動面へオイルを供給している。
吸排気それぞれに連続可変式VVT-iを備えるが、その駆動用に専用のオイルポンプを採用することで、エンジン全体の油圧、油量は必要最低限に保ったまま（ポンプ駆動力の低減に貢献）、VVT-iの高速応答性を確保している。このオイルポンプは動弁駆動系ギヤの最終段に備わる1次偶力バランサーギヤによって駆動される。
高回転域でのレスポンスおよび吸気効率を高めるため、吸気系には気筒ごとに独立した10連独立電子制御スロットルバルブ式を採用するとともに、インテークマニホールドは短く、サージタンク内にはカールタイプのエアファンネルを備えている。吸気ポートは製造時の形状ばらつきと表面粗さを抑えるため、3次元機械加工にてポート加工されている。
排気系は各気筒からの排気管長さをそろえたエキゾーストマニホールドが採用され、左右各バンクごとに5in to1で集合したのち、リアアクスル後方のチタン製マフラーで左右排気管が合流している。
燃料噴射系はモータースポーツでのノウハウの豊富さから、直噴ではなくポート噴射式が選択された。一方で点火系は、失火検出機能を兼ねる各気筒独立点火式であり、専用点火プラグを必要とする。制御の基本はホットワイヤー式エアフロメーターによる吸入空気量検知方式（通称「Lジェトロニック方式」）であるが、前述したレスポンス重視のため、過渡応答時にはレーシングエンジン同様のスロットル開度 - エンジン回転数マップ方式（通称「α-N方式」）を併用する。左右バンク独立のエンジンコントロールユニット(ECU)を備え、アイドリング時の片バンク休止制御も行なう。
使用燃料はオクタン価95以上の無鉛プレミアムガソリンと指定されており、無鉛レギュラーガソリンは使用禁止となっているほか、エンジンオイルはエクソンモービル社モービル1 5W-50（2011年までの旧グレード名Rally Formula、またはRF）指定となっている。オイル量はドライサンプということもあり、最大17Lと大容量である。
2012年12月、限定生産となっているレクサス・LFAの生産完了に先立ち、ヤマハ発動機における1LR-GUEエンジンの製造も完了した。補給用部品としてエンジンASSYの設定はあるものの、標準価格で900万円近い値段が設定されている。
GS Fの主査を務めた矢口幸彦によれば、同車には当初本エンジンを搭載することも検討したが、採算が取れなくなることから断念したという。